# Lin Jü-tang
Lin Jü-tang (Lin Yutang, 林語堂, Fucsien, Kína, 1895. október 10. – Tajpej, Tajvan, 1976. március 26.) kínai író, akinek eredeti művei és az általa készített klasszikus kínai szövegfordítások nagyon népszerűek lettek Nyugaton. Bár keresztény családban született, és saját bevallása szerint (amint azt „A bölcs mosoly”-ban írja) egy ideig papnak készült, végül szakított a kereszténységgel, és visszatért a régi kínai filozófiákhoz. Később, elsősorban felesége hatására, áttért. (From Pagan to Christian című könyve erről szól.)
Tanulmányait kínai egyetemen kezdte. Az M.A. fokozatot a Harvard Egyetemen, a doktori fokozatot Lipcsében szerezte meg.
30 évig élt az Egyesült Államokban. Kínai és amerikai egyetemeken tanított angol filológusként.
„Egy múló pillanat”
A mű eredeti címe: Egy pillanat Pekingben. A könyvet a második világháború elején írta; a pekingi gazdag családok életét ismerhetjük meg belőle, és egy letűnt kort, a századforduló Kínájának világát, melyben a múlt és a jelen nagy erőkkel feszül egymásnak. A főszereplő a Yao család: a családfő taoista világnézete minden bizonnyal az íróé is.
„Az élet sója”
Avagy az élet megélésének fontossága. Magyarul már 1939-ben megjelent, igaz, rövidítve, „A bölcs mosoly” címmel. Egyfajta esszégyűjteményről van szó, melyben Lin kifejti nézeteit „az élet élvezetéről”, a klasszikus kínai életszemlélet bemutatásával. Olyan témákról ír, mint a házasság, a családi boldogság, a műélvezet és esztétika, vallás, filozófia, harmónia, de egészen hétköznapi dolgokról is, mint a „heverészés a fotelban”, a dohányzás élvezete vagy éppen a kertépítés.

## Művei
| Magyar kiadás címe és adatai | angol cím                                  | kínai cím        | az eredeti kiadás évszáma |
| --- | ------------------------------------------ | ---------------- | ------------------------- |
| Mi kínaiak Európa Könyvkiadó, Bp., 1991, ISBN 9630753375 Tercium, Bp., 2002, ISBN 9638453583                                                                                             | My Country and My People                   | 《吾國吾民》     | 1935                      |
| Két kiadás, kétféle címen: Az élet sója, avagy az élet megélésének fontosságáról ISBN 963 8453 49 4 Tercium, Bp., 2000 Bölcs mosoly Révai Nyomda és Kiadó, Bp., 1947, Tercium, Bp., 2002 | The Importance of Living                   | 《生活的藝術》   | 1937                      |
| Egy múló pillanat Révai Nyomda és Kiadó, Bp., 1945 Budapest, Árkádia Kiadó, 1990 | Moment in Peking                           | 《京華煙雲》     | 1939                      |
| Fehérek és színesek Révai Nyomda és Kiadó, Bp., 1949, 1943 | Between Tears and Laughter                 | 《啼笑皆非》     | 1943                      |
| | The Chinese Theory of Art                  | 《》             | 1967                      |
| | Chinese-English Dictionary of Modern Usage | 《當代漢英辭典》 | 1973                      |
| | The Vermillion Gate                        | 《朱門》         | 1953                      |
| Falevél a viharban Révai Nyomda és Kiadó, Bp., 1945 | Leaf in the Storm                          | 《风声鹤唳》     | 1941                      |
| Méz és bors Révai Nyomda és Kiadó, Bp., 1943 | With Love and Irony                        | 《愛與刺》       | 1941                      |

Bővebb információ a forrásoknál szereplő weboldalakon. A táblázatban a művek az eredeti nyelvű megjelenés sorrendjében szerepelnek.

## Magyarul
- A bölcs mosoly; ford. Benedek Marcell; Révai, Bp., 1939
- Mi kínaiak; Révai, Bp., 1939
- Egy múló pillanat. Regény; ford. Pünkösti Andor; Révai, Bp., 1941
- Méz és bors; ford. Hertelendy István; Révai, Bp., 1943
- Falevél a viharban. Regény; ford. Németkéry Zoltán; Révai, Bp., 1945
- Fehérek és színesek; ford. Lengyel Balázs, Révai, Bp., 1947
- Egy múló pillanat. Regény, 1-2.; ford. Pünkösti Andor, utószó Mártonffy Attila; Árkádia, Bp., 1990
- Mi, kínaiak; utószó Mártonffy Attila, ford. Benedek Marcell; Árkádia, Bp., 1991
- Az élet sója, avagy Az élet megélésének fontosságáról; ford. Pavlov Anna; Tericum, Bp., 2000. ISBN 963 8453 49 4. Dabasi Nyomda, Reálszisztéma.
- Mi, kínaiak; ford. Kulcsár Dalma, Sümegi Balázs; Tericum, Bp., 2002
- Peónia; ford. Gáti István; Tericum, Bp., 2010

## Külső hivatkozások
- Lin Yutang's Chinese-English Dictionary of Modern Usage
- List of Lin Yutang's publications